# Harry Winston

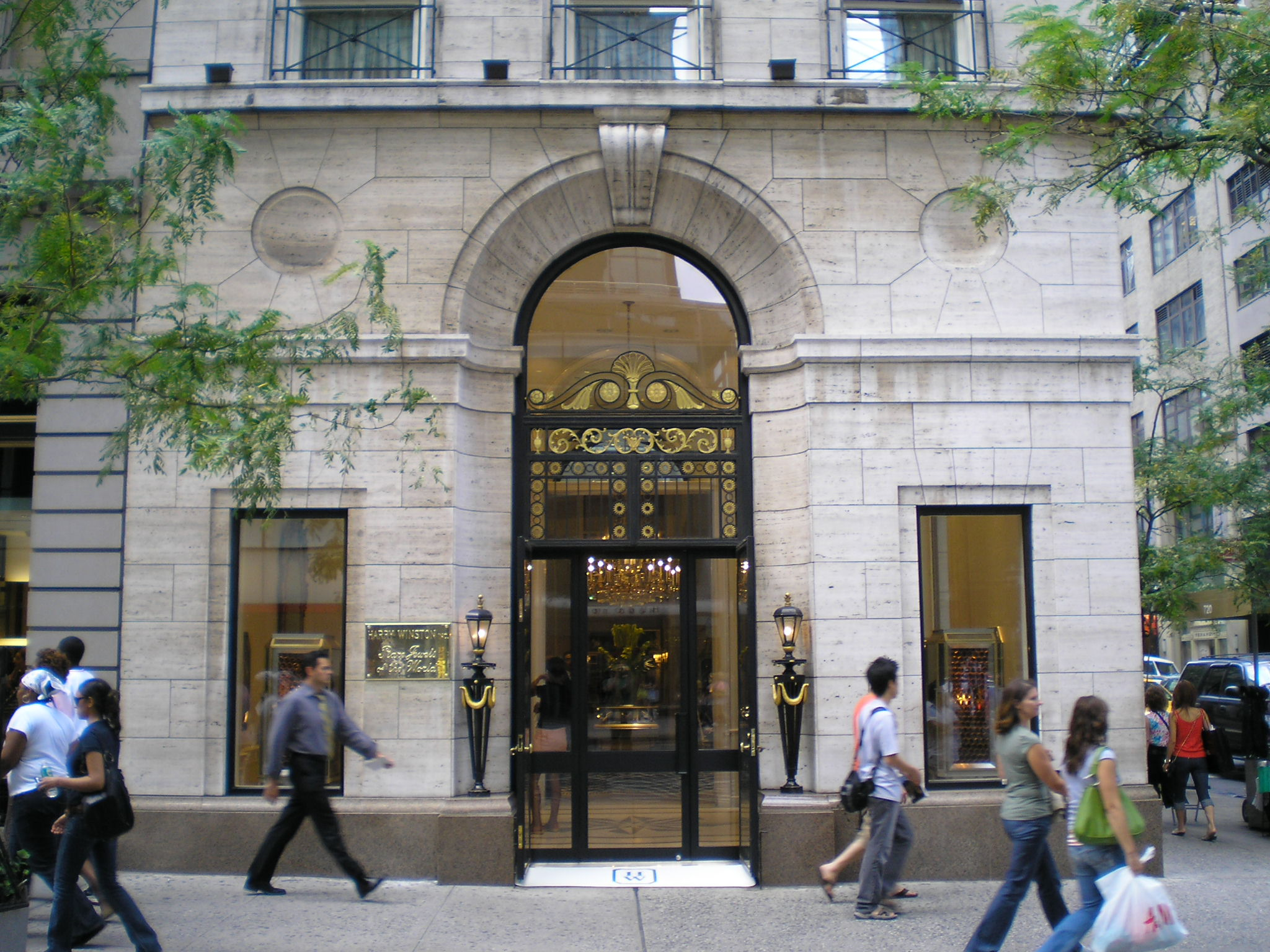
Harry Winston Hauptgeschäft, 5th Avenue, Manhattan

Harry Winston (* 1. März 1896 in Manhattan; † 28. Dezember 1978 ebenda) war ein amerikanischer Juwelier, der einen der bekanntesten Juwelierläden der Welt in New York City gründete.
Winstons Vater wanderte aus der Ukraine ein und hatte einen kleinen Juwelierladen in New York, in dem auch Harry Winston zu arbeiten anfing. 1915 machte er sich selbständig und eröffnete 1932 sein Juwelengeschäft. Er kaufte Juwelen-Nachlässe auf, wie den der 1924 verstorbenen Ehefrau eines Eisenbahn-Magnaten Arabella Huntington, und versah die Steine vor dem Weiterverkauf mit einem moderneren Schliff.  
Winston kaufte im Lauf der Zeit eine Reihe der berühmtesten Diamanten der Welt. 1958 stiftete er den Hope-Diamant – von ihm 1949 erworben – an die Smithsonian Institution, der er auch 1963 den Portuguese Diamond verkaufte. Den Lesotho-Diamanten von 601 Karat zerlegte er in 18 Einzelstücke, eines davon von 40 Karat verkaufte er an Aristoteles Onassis, der ihn Jackie Kennedy als Verlobungsring schenkte. Andere bekannte Diamanten, die er erwarb, waren der Jonker (726 Karat), Star of Independence (204 Karat), Deal Sweetner (181 Karat), Taylor-Burton (rund 69,4 Karat), Lal Quila (72,7 Karat), der Star of Sierra Leone (ursprünglich 968 Karat), der Oppenheimer-Diamant (253 Karat) und Mabel Boll (rund 46,5 Karat).
Er war auch in der öffentlichen Wahrnehmung einer der bekanntesten Juweliere der Welt. Zum Beispiel wird er namentlich im Broadway-Song Diamonds Are a Girl’s Best Friend genannt, den Marilyn Monroe in dem Film Blondinen bevorzugt singt. 1943 begann er, Juwelen an Schauspielerinnen für die Oscar-Nacht zu verleihen, was ihn in Hollywood populär machte. Er wurde Jeweler to the Stars und King of Diamonds genannt. Ein anderer Name war Tavernier des 20. Jahrhunderts (in Anspielung auf Jean-Baptiste Tavernier).
Nach seinem Tod übernahmen seine Söhne Ronald und Bruce das Geschäft und kämpften lange um die Leitung der Firma. 2000 kaufte Ronald (mit Geschäftspartner Fenway Partners) seinen Bruder Bruce für rund 54 Millionen Dollar aus. 2013 wurde es von der Swatch Group übernommen.